# Agnetina armata
Agnetina armata és una espècie d'insecte plecòpter pertanyent a la família dels pèrlids que es troba a la Xina: Sichuan.